# Ивановка (Пителинский район)
Ивановка — опустевшая деревня в Пителинском районе Рязанской области. Входит в Нестеровское сельское поселение.

## География
Находится в северо-восточной части Рязанской области на расстоянии приблизительно 12 км на запад-юго-запад по прямой от районного центра поселка Пителино на правом берегу речки Пёт.

## История
В 1862 году здесь (деревня Елатомского уезда Тамбовской губернии) было учтено 14 дворов.

## Население
Численность населения: 169 человек (1862 год), 192 (1914), 0 как в 2002 году, так и в 2010.